# هری اسپیر
هری اسپیر (انگلیسی: Harry Spear؛ ‏ ۱۶ دسامبر ۱۹۲۱ – ۲۲ سپتامبر ۲۰۰۶) بازیگر اهل ایالات متحده آمریکا و یکی از بازیگران خردسال دارودسته ما بود.
از فیلم‌هایی که وی در آن نقش داشته‌است، می‌توان به شرکت بارنوم و رینگلینگ اشاره کرد.